# Селиванов, Иван Иванович
Иван Иванович Селиванов  (4 июня 1872 — ?) — генерал-майор Российской императорской армии; участник Первой мировой войны; кавалер ордена Святого Георгия 4-й степени и Георгиевского оружия.

## Биография
Иван Иванович Селеванов родился 4 июня 1872 года. По вероисповеданию был православным. Окончил Верненское городское училище.
23 марта 1892 года поступил на службу в Российскую императорскую армию. Военное образование получил в Казанском пехотном юнкерском училище по 1-му разряду. Был произведён в офицеры с определением в 187-й резервный Роменский полк. 1 сентября 1896 года получил старшинство в чине подпоручика, 1 сентября 1900 года в чине поручика, а 1 сентября 1904 года в чине штабс-капитана. По состоянию на 1 января 1909 года служил в том же чине в 174-м пехотном Роменском полку. 1 сентября 1908 года получил старшинство в чине капитана. По состоянию на 1 ноября 1913 года служил в том же чине и в том же полку.
Принимал участие в Первой мировой войне. По состоянию на 3 февраля 1915 года находился в том же чине и полку. Приказом от 14 мая 1915 года «за отличия в делах» был произведён в подполковники со старшинством с 13 мая 1915 года. По состоянию на 20 ноября 1915 года и 14 марта 1916 года служил в том же чине и в том же полку. 21 декабря 1916 года был назначен командиром 540-го Сухучинского полка. В 1917 году был произведён в генерал-майоры. Затем эмигрировал.

## Награды
Иван Иванович Селиванов был удостоен следующих наград:
- Орден Святого Георгия 4-й степени (3 февраля 1915) — «за то, что в бою 25-го авг. 1914 г. у с. Радостав, атаковав со своею ротой неприятельский окоп под сильным ружейным и пулеметным огнем, выбил противника и взял с боя его пулемет»;
- Георгиевское оружие (20 ноября 1915) — «за то, что 26-го февраля 1915 года, командуя 7-ю ротами, смелой атакой, следуя с передовыми наступавшими частями и лично направляя их движение, под сильным ружейным и пулеметным огнем, взял д. Смольник, выбил противника из окопов и занял высоты 607 и 648,  причем было  взято  2 пулемета и орудие, 12 офицеров и 700 нижних чинов»;
- Орден Святого Владимира 4-й степени с мечами и бантом (15 января 1915);
- Орден Святой Анны 2-й степени с мечами (14 февраля 1915);
- Орден Святой Анны 3-й степени (1905); мечи и бант к ордену (14 марта 1916).